# Staten och revolutionen
Staten och revolutionen är en bok skriven av Vladimir Lenin 1917, och därefter reviderad. I boken tolkar Lenin Karl Marx och Friedrich Engels ord om revolution, socialistiskt statsbygge och rollen för proletariatets diktatur. Lenin menar att staten är en produkt av klassmotsättningarna, och ett organ som den härskande klassen (kapitalisterna) använder för att styra och kontrollera arbetarklassen. Arbetarna kan därför inte förlita sig på att staten kommer att kunna tjäna deras intressen, utan måste därför krossa den borgerliga staten i samband med revolutionen, och ersätta den gamla staten med en ny arbetarstat. Boken kan anses vara polemik såväl mot anarkister som mot reformistiska socialister och borgare.

## Citat
"Vi uppställer som vårt slutmål avskaffandet av staten, d.v.s. avskaffandet av varje organiserat och systematiskt våld, varje användning av våld mot människor överhuvudtaget."